# Jean Leon Gerome Ferris
Jean Leon Gerome Ferris (1863–1930) var en amerikansk konstnär som bland annat målade den kända The First Thanksgiving.

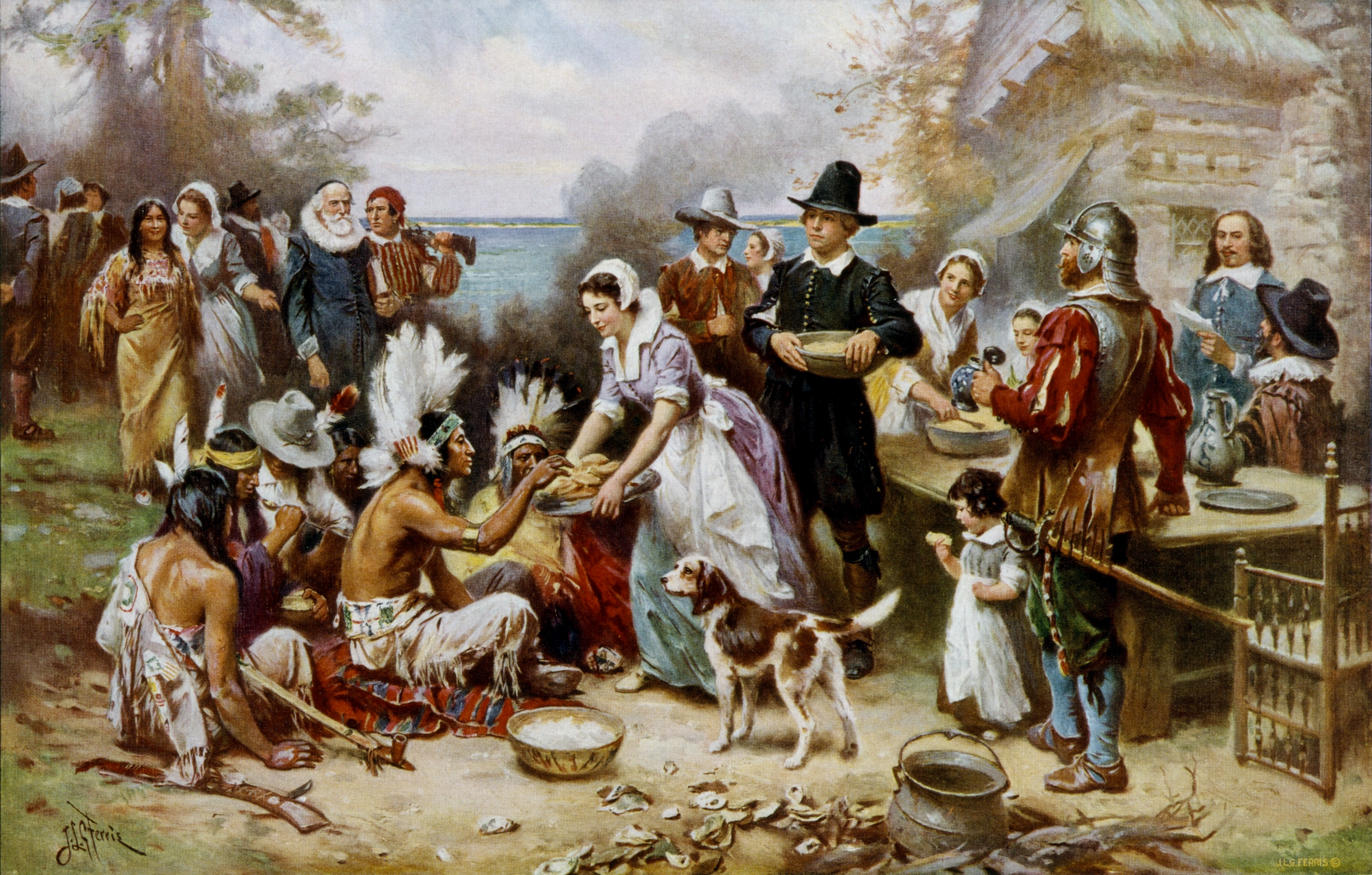
The First Thanksgiving